# レイク・ストリート・ダイヴ
レイク・ストリート・ダイヴ（Lake Street Dive）は、マサチューセッツ州ボストンで2004年に創設された、マルチ・ジャンルのバンド。
バンドはレイチェル・プライス(ヴォーカル)、マイク・"マックダック"・オルソン(トランペット、ギター)、ブリジット・カーニー(コントラバス)、マイク・カラブリース(ドラムス)の4人で構成される。4人はニューイングランド音楽院音楽在学中に出会う。バンドの名前は、オルソンの出身地ミネソタ州ミネアポリスの安居酒屋の建ち並ぶ通りの名にちなんで付けられた。バンドはブルックリンを拠点としつつ、北米やヨーロッパにて活動中。

## バンド結成期
2004年、結成当初、グループはアマチュアのカントリーバンド（無料でカントリー・ミュージックを演奏するバンド）を志向していた。マイク・オルソンによれば、このコンセプトには「本当にいい感じの何か」が欠けていた。
バンドはブリジット・カーニーの書いた曲をレコーディングし、ジョン-レノン作曲コンテストに応募した結果、カーニーは2005年のジャズ分野で優勝。賞金と1000枚のCD賞を得て、バンドはデビューCD "in this episode...." を録音。さらに自主制作でアルバム「Promises, Promises」をリリース。2011年にビデオでリリースされたリザーズ・ラウンジでの2010年の演奏は、アルバム「レイク・ストリート・ダイヴ」へと繋がって行く。
初期のレイク・ストリート・ダイヴは複数筋からの出演依頼を掛け持ちしていた。2007年アイオワ州・デモインのロッククラブでのちょっとした演奏から2011年5月にノースカロライナ州ローリーのバークレイ・カフェに登場するまで、彼等は24州で100回にも及ぶ演奏を続けた。さらに2011年9〜10月の2ヶ月間には13州22カ所で演奏した。

## それぞれのレーベルの時代

### シグニチャー・サウンド
レイク・ストリート・ダイヴはシグニチャー・サウンド・レコーディングスと契約。2010年11月、アルバム "レイク・ストリート・ダイヴ" を発売。
2012年までの間に、4人構成のバンドは、グループとしてより結束を固めた。ブリジット・カーニー は、レイク・ストリート・ダイヴに集中するため、彼女が他に組んでいたバンド Joy Kills Sorrow を止めた。2012年11月、彼等はアルバムと幾つかのシングルを収録するためにスタジオに入り浸る。この時、リード・ヴォーカルのレイチェル・プライスは、未だ他のレーベル Claire Vision との契約下にあった。このことは彼等が2012年秋に彼女を起用したアルバムをリリースする時に妨げとなった。2013年後半、ようやく合意に漕ぎ着け、レイク・ストリート・ダイヴは、アルバム「Bad Self Portrait」の2014年2月のリリースを発表。
2013年と2014年には、彼等は43州と8ヶ国、実に175以上の都市で300回以上の演奏を行った。Bad Self Portraits ツアーは、2014年の初頭、40会場で売り切れとなる。"We love all the same songs...We sing along in the car (私たちは全員同じ曲が好き...私たちは車で一緒に唄う)" という歌詞で始まる曲 "We All Love The Same Songs" は、唯一彼等が4人全員で書いた曲であると同時に、彼等の在り方そのものを表している。
そして彼等は、マサチューセッツ州ブライトンの路上(マードック通りとメイプルトン通りの角)で1本のマイクで収録してYouTube にアップしたジャクソン5 の "I Want You Back"のカバーで注目を集めるようになる。2013年FreshGrass祭りでの演奏は、ブルックリンで知られたMason Jar Musicによって収録された。同年12月には、T Bone Burnettの依頼により、ニューヨークのタウンホール で開かれた、"Another Day, Another Time Show" での、コーエン兄弟の映画作品『インサイド・ルーウィン・デイヴィス 名もなき男の歌』にちなんだ音楽、という枠の中で演奏された。レイク・ストリート・ダイヴはコルベア・レポー、デイヴィッド・レターマン・レイト・ショー、コナン＆エレン・ドジェネレ・ショーなど多くのテレビ番組に出演。また、バンド自らがユーモラスなハロウィン動画（B-52'sの「ラヴ・シャック」をカバー）を含む多くの動画をアップロードした。
2015年、バンドは大きな転機を迎えた。冬に彼等はナッシュビルのデイヴ・コブ と新しいアルバムの制作を始め、11月には Nonesuch Recordsと新譜リリースの契約を交わした。この年には、彼等は97カ所でしか演奏していないのだが、その一方で3月にはオーストラリアとニュージーランドへのツアーも行い、年末まではいつものペースを取り戻した。この年のハローウィン・ビデオは、クイーンのモノマネでクイーンの名曲Bohemian Rapsodyを演奏した。

## ディスコグラフィ

### スタジオ・アルバム
- In This Episode...（2007年）[15]
- Promises, Promises（2008年）[15]
- Lake Street Dive（2010年）[16]
- Bad Self Portraits（2014年）[17]
- Side Pony（2016年）[18]
- Free Yourself Up（2018年）[18]
- Obviously（2021年）[19]
- Good Together（2024年）[18]

### ライブ・アルバム
- Live at the Lizard Lounge（2011年、配信）[20]

### EP
- Fun Machine（2013年）[21]
- Freak Yourself Out（2018年）[21]
- Fun Machine: The Sequel（2022年）[21][22]

### シングル
- What I'm Doing Here / Wedding Band（2014年）[23]

## メンバー
- レイチェル・プライス（英語版） - リード・ヴォーカル
- マイク・オルソン（2021年まで[24]。アルバムは2021年発表のObviouslyまで参加） - ギター、トランペット、ヴォーカル
- ジェイムス・コーネリソン（2021年から[25]） - ギター、ヴォーカル
- アキー・バーミス（中途参加。アルバムは2018年発表のFree Yourself Upから参加） - キーボード、ヴォーカル
- ブリジット・カーニー（英語版） - コントラバス、ヴォーカル
- マイケル・カラブリース[18] - ドラムス、ヴォーカル